# Strömsunds kommun
Strömsunds kommun ligger i Jämtlands län i Jämtland i Sverige. Kommunens administrationscenter ligger i byen Strömsund. Kommunen grænser i nord og øst til Vilhelminas kommun og Doroteas kommun i Västerbottens län. I vest til Krokoms kommun og Norge (Røyrvik og Lierne i Nord-Trøndelag), og i syd til Östersunds kommun og Ragunda kommun.

## Samisk sprog
Samisk har status som officielt minoritetssprog i kommunen og Strömsund kommune indgår i forvaltningsområdet for samisk sprog i Sverige.

## Geografi
Der er bjergområder mod grænsen til Norge, men ingen af bjergene når over 1.200 meter; Der er store moser og skovsområder i lavlandet i sydøst. Der er en stor rovdyrbestand, især mange bjørne. Der er mange søer og elve, og det langstrakte søsystem Ströms Vattudal danner en 90 kilometer lang naturlig vandvej fra Kvarnbergsvattnet ved grænsen til Norge til Russfjärden ved Strømsund. Ströms Vattudal munder ud i Faxälven.
E45 går gennem kommunen og Strömsund er knyttet til det svenske jernbanenet med Inlandsbanan.

## Byer
Strömsund kommune havde syv byer i 2005.
Indbyggere pr. 31. december 2005.
| #  | Byområder | Indbyggertal |
| -- | --------- | ------------ |
| 1. | Strömsund | 3 516        |
| 2. | Hammerdal | 996          |
| 3. | Hoting    | 749          |
| 4. | Backe     | 625          |
| 5. | Gäddede   | 456          |
| 5. | Rossön    | 400          |
| 7. | Näsviken  | 221          |

## Billeder
- Bredgårdsgatan med Grand Hotell.
- Storgatan i Strömsund.
- Kommunehuset i Strömsund.

## Venskabsbyer
Strömsunds kommune har en venskabpsby:
- Hausjärvi, Finland

## Eksterne kilder og henvisninger
1. ↑  Folkmängd i riket, län och kommuner 30 september 2012 och befolkningsförändringar 1 juli - 30 september 2012. Statistiska centralbyrån (30. september 2012). Besøgt 25. december 2012.
2. ↑  Det svenske Språkrådets hjemmesider, om minoritetsspråk

- Wikimedia Commons har flere filer relateret til Strömsunds kommun
- Officiel hjemmeside for Strömsunds kommun

63°51′N 15°35′Ø / 63.850°N 15.583°Ø